# Zeven kleine studies
Zeven kleine studies is een bundeling van zeven essays die Johan Polak eerder had gepubliceerd in NRC Handelsblad.

## Geschiedenis
Vanaf eind jaren 1970 publiceerde Johan Polak (1928-1992) verschillende cultuurhistorische opstellen in het dagblad de NRC. De bevriende uitgever Ad ten Bosch (die later enige tijd eigenaar zou zijn van de door Polak opgerichte uitgeverij Athenaeum - Polak & Van Gennep) wilde deze artikelen graag gebundeld uitgeven, zo meldt het voorwoord van de auteur in de uitgave (gedateerd 9 maart 1984): "Uitgever en vriend Ad ten Bosch bleef nochtans aandringen op deze bundeling".
De essays behandelen achtereenvolgens: Enkele Griekse verzen over de dood (Konstantínos Kaváfis, Sofokles, Callimachus); Het boek als symbool; P.C. Hooft; Dichters, aestheten en de beeldende kunst; Reizen zonder op te staan; en Terugblik op Stéphane Mallarmé. In de essays komen verschillende schrijvers aan het woord die Polak een warm hart toedroeg, zoals J.H. Leopold, P.C. Boutens en Louis Couperus.

### Uitgave
De uitgave verscheen, blijkens het colofon, in een oplage van 1250 exemplaren, in het najaar van 1984 als uitgave van A.P. ten Bosch te Zutphen. Hiervan werden er 1100 gebrocheerd en 150 gebonden en genummerd.
Naast de gewone exemplaren werden er zeven luxe-exemplaren vervaardigd die werden gedrukt op Simili Japon-papier die bovendien door Binderij Phoenix werden gebonden in een halfleren band van Franse Levant. Deze zeven exemplaren, genummerd en gesigneerd door de auteur, bleven ter beschikking van de uitgever. Het eerste exemplaar bevond zich in het bezit van voormalig uitgever en drukker van de Regulierenpers, Ben Hosman. Het zesde van de luxe exemplaren bevindt zich in de Koninklijke Bibliotheek (Nederland).
Daarnaast zond Polak ook zelf exemplaren rond aan vrienden; in 2013 werd bijvoorbeeld een exemplaar aangeboden uit de collectie van Jan Erik Bouman (de drukker-uitgever van Hugin & Munin) met de opdracht: "Voor Jan deze / zinloze vrucht / van mijn seniele / ijdelheid / Utrecht 31/8 84 / Johan".

### Receptie
In de Volkskrant van 14 september 1984 verscheen een lovende bespreking van de hand van Kees Fens waarin vooral de eruditie van Polak werd geprezen. Toen in 1988 aan Polak een eredoctoraat werd verleend, werd ook naar deze bundeling verwezen.